# Nelson W. Polsby
Nelson Woolf Polsby (* 25. Oktober 1934 in Norwich, Connecticut; † 6. Februar 2007 in Berkeley) war ein US-amerikanischer Politikwissenschaftler und Hochschullehrer.

## Leben und Wirken
Nach dem Schulbesuch studierte Nelson W. Polsby Politikwissenschaft an der Johns Hopkins University, wo er 1956 den Bachelorgrad erwarb. 1957 folgte ein Magistergrad im Fach Soziologie an der Brown University. Weitere akademische Grade erreichte er 1958 (Magistergrad) und 1961 (Ph.D.) an der Yale University im Fach Politikwissenschaft. Als Hochschullehrer unterrichtete er von 1960 bis 1961 an der University of Wisconsin in Madison und bis 1968 an der Wesleyan University. Bis zum Eintritt in den Ruhestand lehrte Polsby an der University of California, Berkeley. Er gehörte mehreren wissenschaftlichen Institutionen und Fachgremien an. Von 1986 bis 1993 war er außerdem Präsident des Yale University Council.
Von 1971 bis 1977 war Polsby Herausgeber der American Political Science Review und von 1998 bis 2007 der Zeitschrift Annual Review of Political Science. Die Universität Liverpool und die Universität Oxford verliehen ihm Ehrendoktorwürden. 1982 wurde er in die American Academy of Arts and Sciences gewählt.
In seinen Veröffentlichungen beschäftigte sich Polsby vor allem mit dem Amt des US-amerikanischen Präsidenten und mit dem Kongress.

## Veröffentlichungen (Auswahl)
- (mit Robert A. Dentler u. Paul A. Smith): Politics and social life. An introduction to political behavior. Hougthon Mifflin, Boston 1963.
- Community power and political theory. Yale University Press, New Haven 1963 (erw. Ausgabe 1980, ISBN 0-300-02445-2).
- Congress and the Presidency. Prentice Hall, Englewood Cliffs, NJ 1964 (4. Aufl. 1986, ISBN 0-13-167719-5).
- (mit Aaron Wildavsky): Presidential elections. Strategies of American electoral politics. Scribner, New York 1964 (13. Aufl. Rowman & Littlefield, Lanham, Md. 2012, ISBN 978-0-7425-6422-0).
- (Hrsg.): Reapportionment in the 1970s. University of California Press, Berkeley 1971, ISBN 0-520-01885-0.
- (Hrsg.): The modern Presidency. Random House, New York 1973, ISBN 0-394-31746-7.
- Political promises. Essays and commentary on American politics. Oxford University Press, New York 1974, ISBN 0-19-501837-0.
- (mit Geoffrey Smith): British government and its contents. Basic Books, New York 1981, ISBN 0-465-00765-1.
- Consequences of party reform. Oxford University Press, Oxford/New York 1983, ISBN 0-19-503234-9.
- Political innovation in America. The Politics of policy initiation. Yale University Press, New Haven 1984, ISBN 0-300-03089-4.
- Die soziale Zusammensetzung des Kongresses. In: Uwe Thaysen (Hrsg.): US-Kongreß und Deutscher Bundestag. Westdeutscher Verlag, Opladen 1988, ISBN 3-531-11936-2, S. 108–127.
- (Hrsg., mit Robert L. Peabody): New perspectives on the House of Representatives. 4. Auflage. Johns Hopkins University Press, Baltimore 1992, ISBN 0-8018-4157-7.
- (mit Alan Brinkley u. Kathleen M. Sullivan): The new Federalist papers. Essays in defense of the constitution. Norton, New York 1997, ISBN 0-393-04619-2.
- How Congress evolves. Social basis of institutional change. Oxford University Press, Oxford 2005, ISBN 0-19-518296-0.